# لوكوي (إسبانيا)
بلدية لوكوي (بالإسبانية: Luque)‏، هي إحدى بلديات مقاطعة قرطبة إحدى مقاطعات إسبانيا، و التي تقع في منطقة الأندلس جنوب إسبانيا.
يبلغ عدد سكانها 3.306 نسمة وفقاً لإحصائية سنة (2007).